# Croix-Rouge espagnole
La Croix-Rouge espagnole (CRE) est une institution bénévole qui opère sous la protection du gouvernement espagnol et du Haut Patronage du Roi et de la Reine d'Espagne. Elle fait partie du Mouvement international de la Croix-Rouge et du Croissant-Rouge.

## Histoire

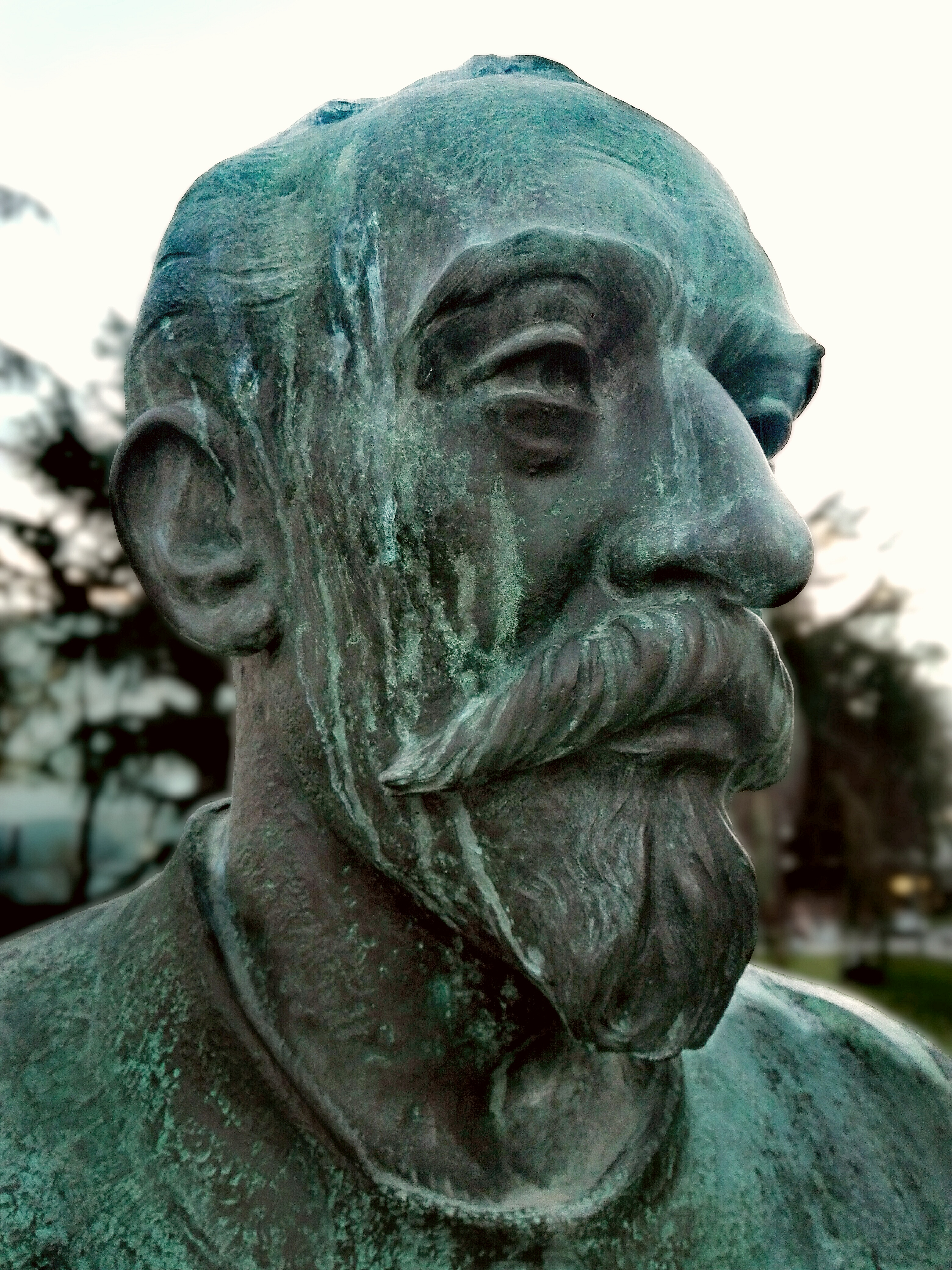
Médecin de Pampelune Nicasio Landa, cofondateur de la Croix-Rouge espagnole

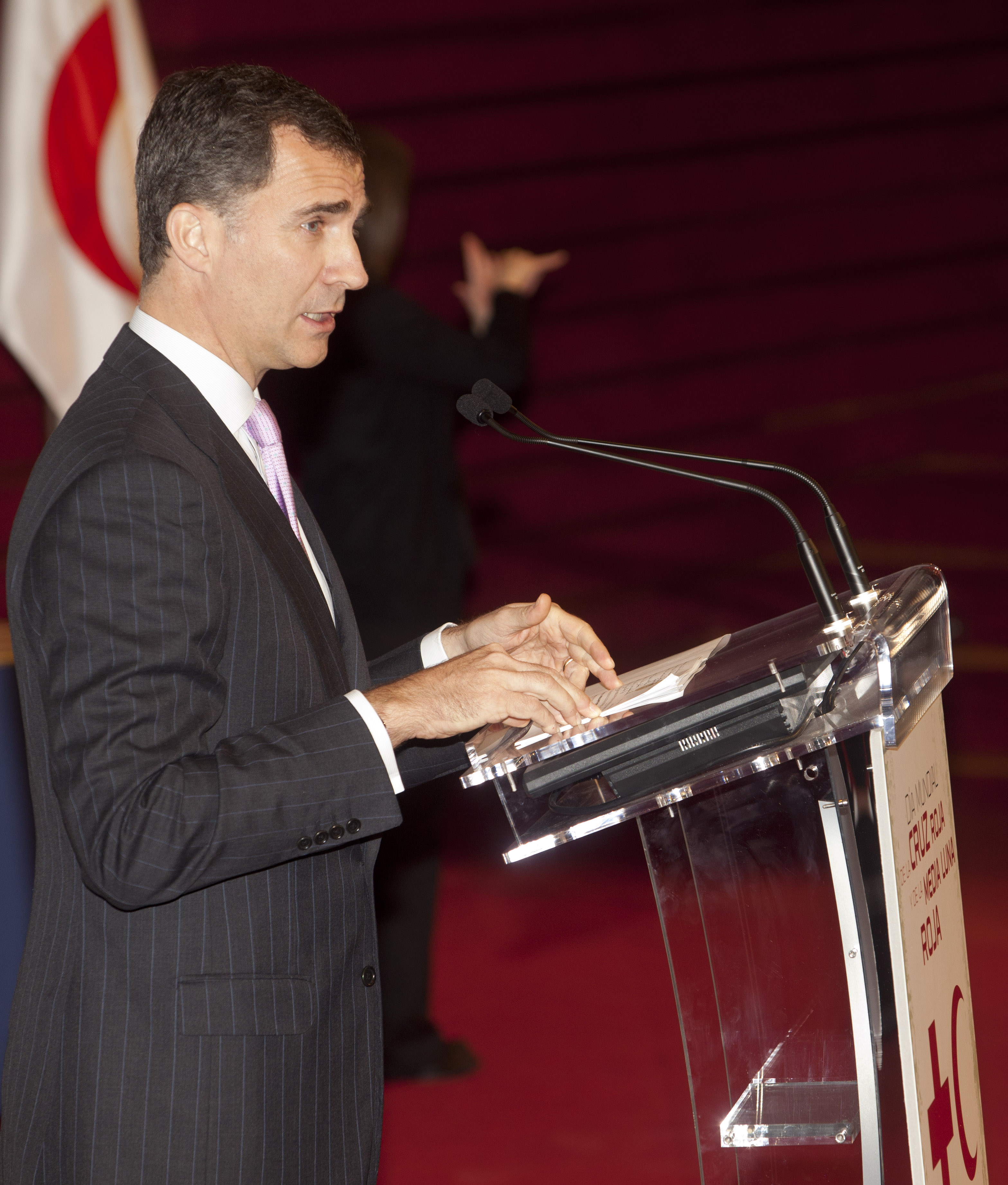
Le roi Felipe VI à la Journée internationale de la Croix-Rouge à Vitoria.

La Croix-Rouge espagnole a été organisée en 1864 sous les auspices de l'Ordre hospitalier de Saint-Jean de Jérusalem et déclarée société d'utilité publique. Nicasio Landa, avec Joaquín Agulló, marquis de Ripalda, a été l'un des fondateurs de la délégation espagnole de la Croix-Rouge internationale et, plus tard, de la Croix-Rouge espagnole. Depuis lors, les différents gouvernements de la nation ont été représentés d'une manière ou d'une autre au sein de la Croix-Rouge.
À l'origine, son action était centrée sur les interventions humanitaires en cas de conflit armé, par exemple en 1870, lors de la guerre franco-prussienne, qui fut le premier envoi d'aide humanitaire effectué par la Croix-Rouge espagnole, et lors de la troisième guerre carliste, en 1872. C'est au cours de ce dernier conflit que l'organisation a construit son premier hôpital dans le pays, plus précisément à Miranda de Ebro, sous la direction de Concepción Arenal, avec un total de 65 lits.
En 1873, avec la rébellion cantonale, la première action maritime a eu lieu, la première ambulance maritime de l'histoire est apparue à Carthagène, le bateau à vapeur "Buenaventura", le navire neutre qui portait l'insigne de la Croix-Rouge, sous la présidence de Don Antonio Bonmatí y Caparrós, qui a dirigé l'opération.
En raison des conflits de guerre en Afrique en 1918, les centres de santé ont connu une forte expansion, atteignant un total de 36 hôpitaux. Dans un contexte de pénurie généralisée en matière de santé, le réseau de la Croix-Rouge revêt une importance particulière. La mission de la Croix-Rouge dans le Rif est dirigée par Carmen Angolotti, duchesse de la Victoire, qui organise les hôpitaux de Melilla, Larache et Tétouan.

### Guerre civile
Entre 1936 et 1939, en pleine guerre civile espagnole, elle a été très active. Au début du conflit, après le coup d'État, le Comité central de la Croix-Rouge espagnole a demandé au Comité international d'intervenir directement dans le conflit, en raison du problème posé par l'existence d'une partie républicaine légitime et d'une autre partie rebelle qui s'était formée à l'intérieur du pays après le coup d'État, avec deux factions au sein de la CRE elle-même. Les deux camps ont joué un rôle fondamental dans la réduction des maux de la guerre : ils ont fourni de la nourriture, envoyé du matériel sanitaire, protégé les évacuations et servi d'intermédiaires dans les communications (lettres, télégrammes) entre les familles séparées par le front et dans l'échange de prisonniers.

#### Échange de 2 500 hommes
Le 20 septembre 1937, la presse a fait état d'un échange de 2 500 hommes âgés de 18 à 45 ans entre les deux camps de la guerre civile par l'intermédiaire de la Croix-Rouge espagnole. L'échange portait sur 2 500 hommes en liberté dans la zone franquiste contre un nombre égal, en termes d'âge et de conditions, d'hommes se trouvant dans les ambassades, consulats et autres bâtiments diplomatiques de la zone républicaine.
À la fin de la guerre civile espagnole, le Comité central du camp républicain a été dissous et ses membres ont ensuite été persécutés par le gouvernement de la dictature franquiste, la plupart d'entre eux s'exilant en France.
L'expérience acquise au cours de ces périodes a été mise à profit pour répondre aux catastrophes ultérieures qui se sont produites dans tout le pays (incendies, inondations, accidents de toutes sortes, etc.).
Dans les années 1970, les accidents de la circulation nécessitant une intervention rapide se sont multipliés, en raison de l'augmentation du nombre de voitures et de déplacements sur les routes. En réponse à cette nouvelle situation, l'institution a complété le réseau de postes de premiers secours sur les routes espagnoles, un projet qui avait débuté sous la Seconde République espagnole.
En même temps, la Croix-Rouge de la mer entreprend des actions de sauvetage en mer et dans les eaux intérieures et de sauvetage des naufragés, qui deviendront l'un des services les plus connus et les plus appréciés de l'opinion publique.

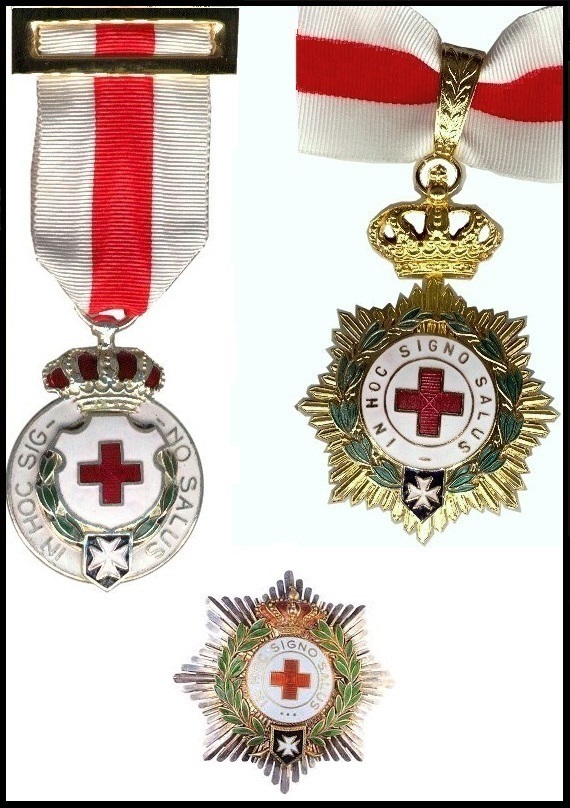
Décorations de la Croix-Rouge en Espagne

### Modernisation
C'est au cours de cette décennie que la fondation a connu la plus grande période de changement et, dans les années 80, elle a complété son activité en s'élargissant en nombre et en champs d'action et de services qui lui ont donné un nouveau sens. À partir de 1985, une réorganisation a eu lieu qui a entraîné la démocratisation de l'institution, le renforcement de la participation des bénévoles, etc.
Mais c'est à partir des années 1990 que l'institution a connu une modernisation importante et s'est adaptée aux nouveaux défis posés par la société espagnole, en répondant à d'autres domaines d'intervention et non plus exclusivement aux urgences sanitaires. D'une part, la consolidation de l'intervention sociale auprès des groupes vulnérables (personnes âgées, réfugiés et immigrés, malades du sida, toxicomanes, enfants et jeunes, prisonniers, handicapés, femmes en difficulté sociale). D'autre part, l'augmentation spectaculaire des programmes internationaux (coopération au développement, aide humanitaire, coopération institutionnelle) a entraîné une augmentation significative des ressources humaines et matérielles consacrées à ce domaine. Tout cela s'est accompagné d'un processus de modernisation des structures, de démocratisation et d'une plus grande autonomie.
En 1996, après la gestion critiquée de Carmen Mestre en tant que présidente de l'institution et le rejet social qui s'est ensuivi, le Conseil des ministres a approuvé un décret royal en vertu duquel la nomination des présidents de la Croix-Rouge a cessé d'être une compétence gouvernementale. Par la suite, de nouveaux statuts ont été élaborés, renforçant l'indépendance de l'institution et le rôle de l'assemblée générale.
Dans l'histoire récente, il convient de mentionner son intervention lors des attentats du 11-M à Madrid, qui a mobilisé près de 900 volontaires, dont des médecins, des experts médico-légaux, des infirmières et des psychologues, et qui a coordonné un vaste réseau de dons de sang et d'assistance téléphonique. Les interventions lors de l'accident de Spanair et du tremblement de terre de Lorca sont également dignes d'intérêt.

## Organisation interne

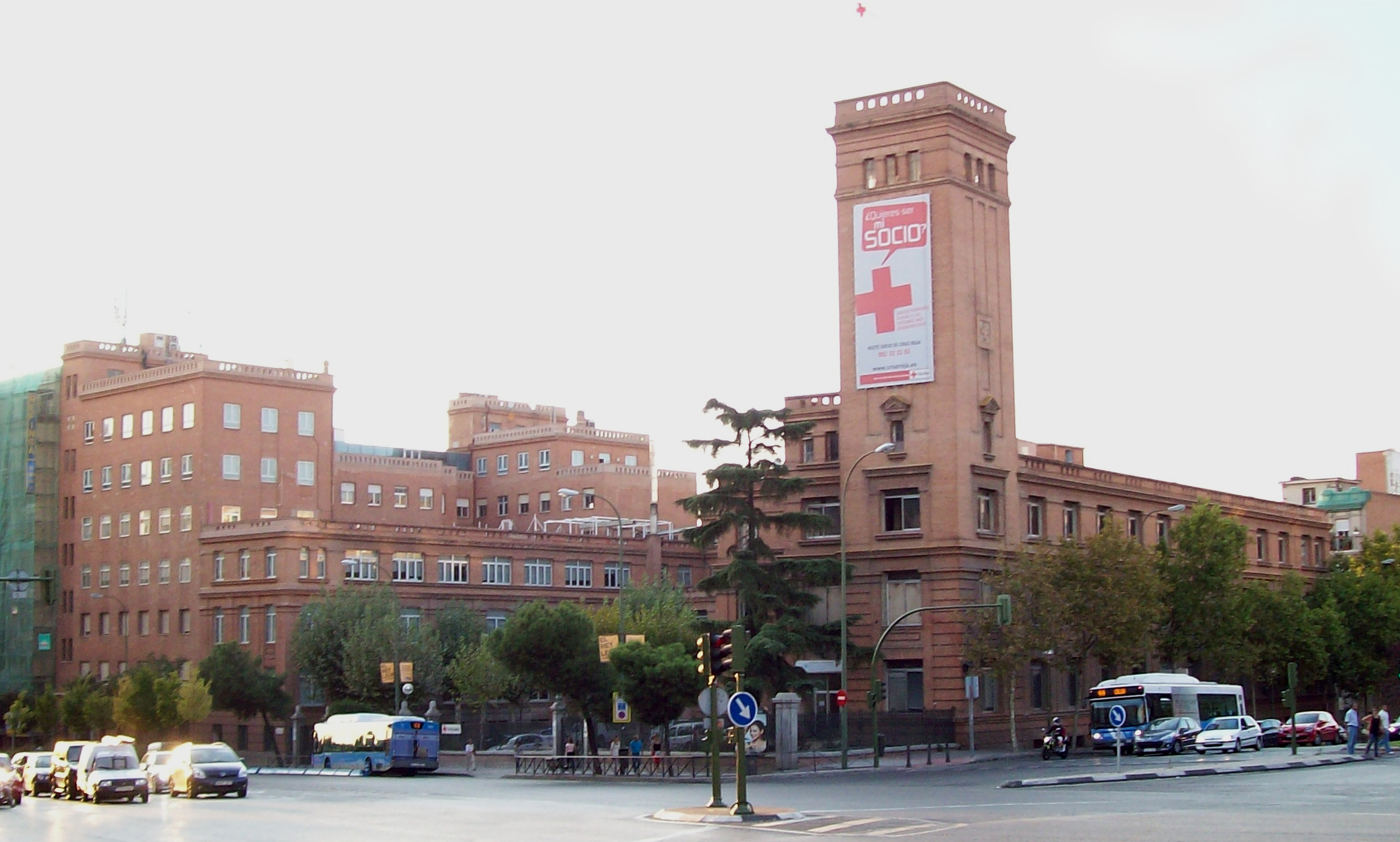
Siège de la Croix-Rouge espagnole, Madrid.

La Croix-Rouge espagnole a une structure fédérale, composée d'assemblées locales, régionales et insulaires, de comités provinciaux et autonomes, ainsi que d'un bureau central (niveau national).
Tous les quatre ans, le président de la Croix-Rouge espagnole, conformément aux accords du Comité national, convoque les élections pour le renouvellement des organes de direction, de conseil et de contrôle de l'institution. Le droit de vote peut être exercé par des personnes physiques, membres actifs (volontaires) ou adhérents (associés de la Croix-Rouge), âgées de plus de 16 ans et inscrites au recensement correspondant, conformément au reste des exigences du règlement organique général.
Parmi les membres des assemblées régionales sont élus les membres des comités qui, structurés en zones territoriales, constituent les organes directeurs :
- municipaux, les comités locaux, départementaux ou insulaires sont constitués ;
- provinciaux, les comités provinciaux
- régionaux, les comités des régions autonomes ;
- nationaux, l'assemblée générale et le comité national qui élit le plus haut représentant de l'institution : le président de la Croix-Rouge espagnole.

L'Assemblée générale élit également les membres des organes de contrôle et de consultation : la Commission nationale de garantie des droits et des devoirs et la Commission nationale des finances.

## Attention aux personnes
Le 11 septembre 2018, le "Service d'information de la Croix-Rouge" a été lancé dans le Centre des opérations et des services numériques de son siège, qui vise à écouter activement les réseaux sociaux et l'ensemble de l'environnement numérique, à soutenir dans les situations d'urgence et également à assurer l'attention des différentes demandes d'informations et de services que les citoyens adressent à l'organisation par le biais des différents canaux disponibles : actuellement : téléphone gratuit 900 22 11 22, courrier électronique, site Web, réseaux sociaux et un nouveau chat Web lancé à la mi-mai 2019. Dans cette ligne, elle continuera à intégrer les canaux appropriés à l'avenir lorsqu'elle détectera un besoin.
L'objectif de la création de ce service est de rendre la Croix-Rouge plus efficace face aux demandes du public et de pouvoir répondre à toutes les demandes de la population, quel que soit le sujet et le canal utilisé. De plus, grâce à ce service et au nouveau modèle adopté, tant les ressources que le temps de réponse et de résolution de la demande sont optimisés.
Ce service d'information est opérationnel du lundi au vendredi de 10 heures à 20 heures. Les heures d'ouverture ont été déterminées après une étude du volume des demandes reçues et continueront à être revues dans les analyses futures.
Avant sa mise en œuvre, le service a travaillé avec les différents responsables des domaines de chaque département afin d'élaborer des argumentaires et des procédures sur chaque sujet et ainsi pouvoir traiter les demandes de la meilleure manière possible par le service d'information. En évitant, dans la mesure du possible, de renvoyer la personne vers un autre canal ou une autre voie pour satisfaire sa demande.
En outre, la Croix-Rouge espagnole dispose de plus de 600 points d'assistance dans tout le pays par l'intermédiaire de ses antennes.

## Véhicules

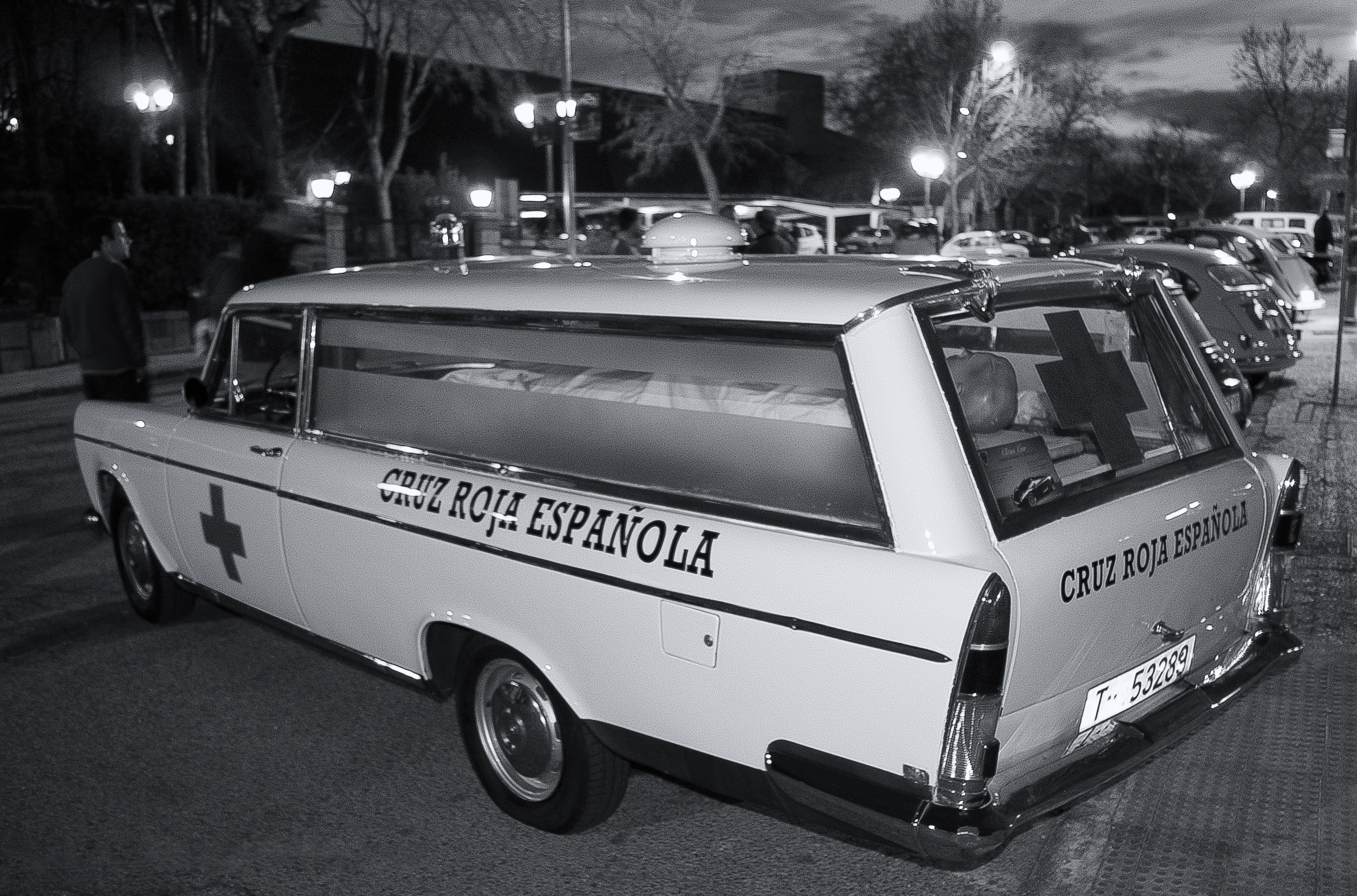
Ambulance Seat 1500 de la Croix-Rouge espagnole 1967
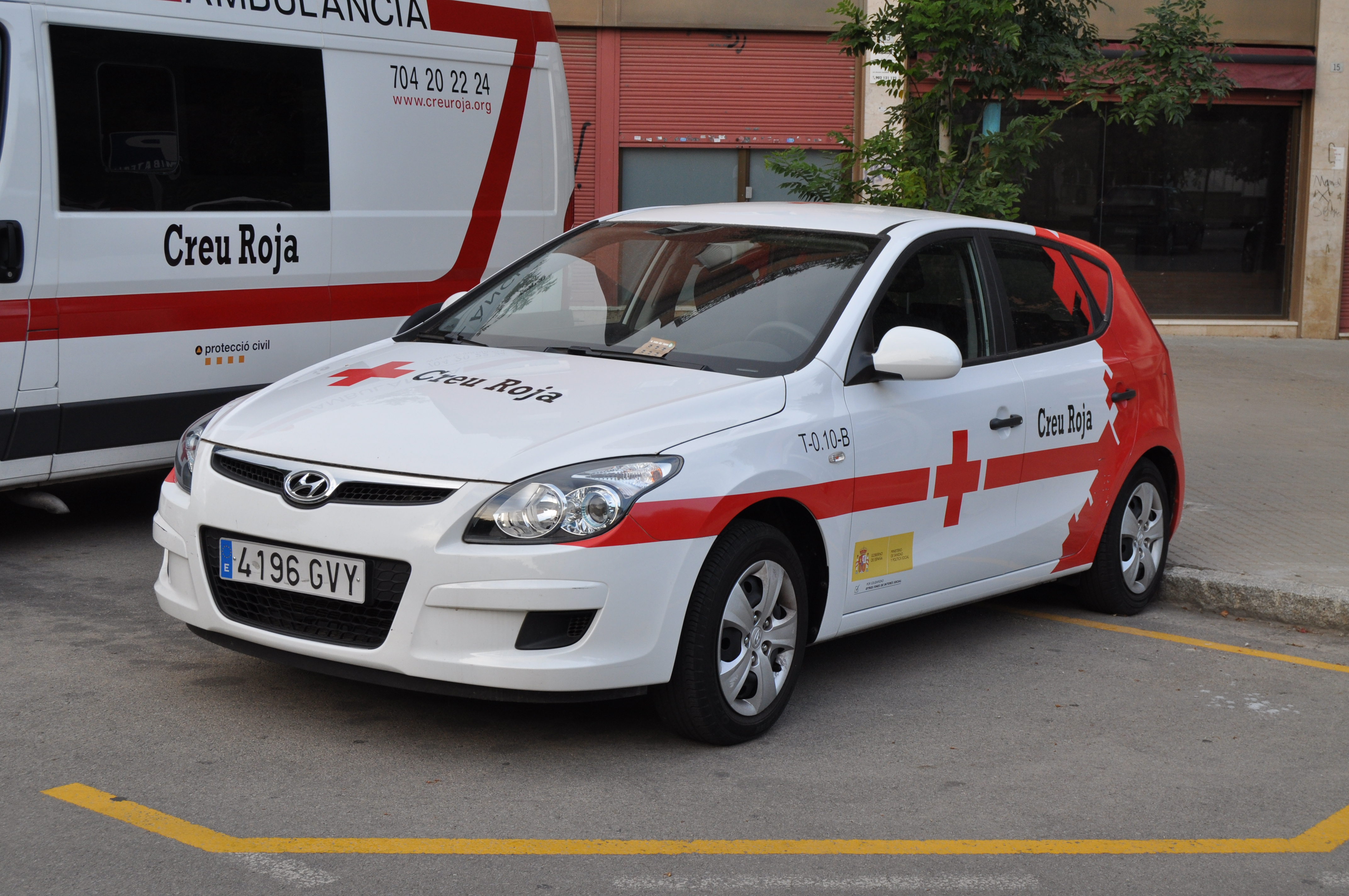
Véhicule de la Croix-Rouge espagnole à Mollet del Vallès
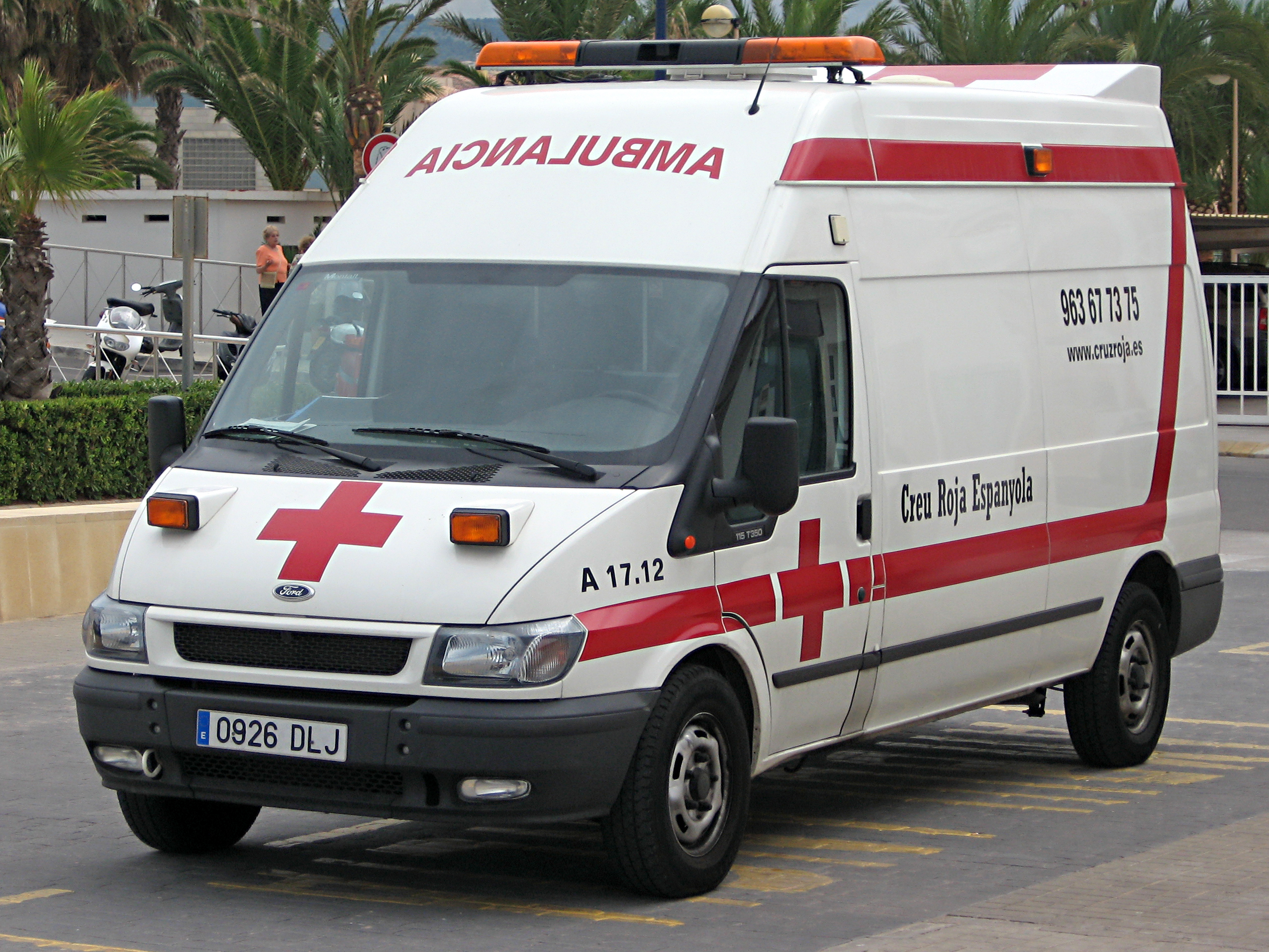
Ambulance de la Croix-Rouge espagnole à Miramar
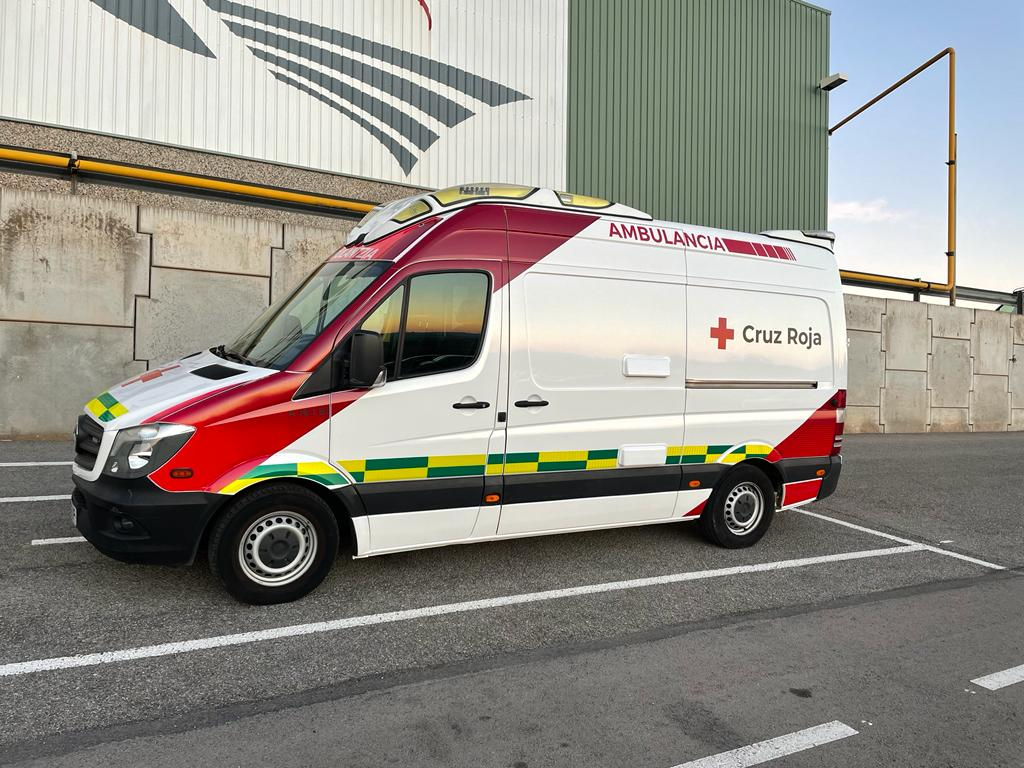
Ambulance de la Croix-Rouge en Biscaye
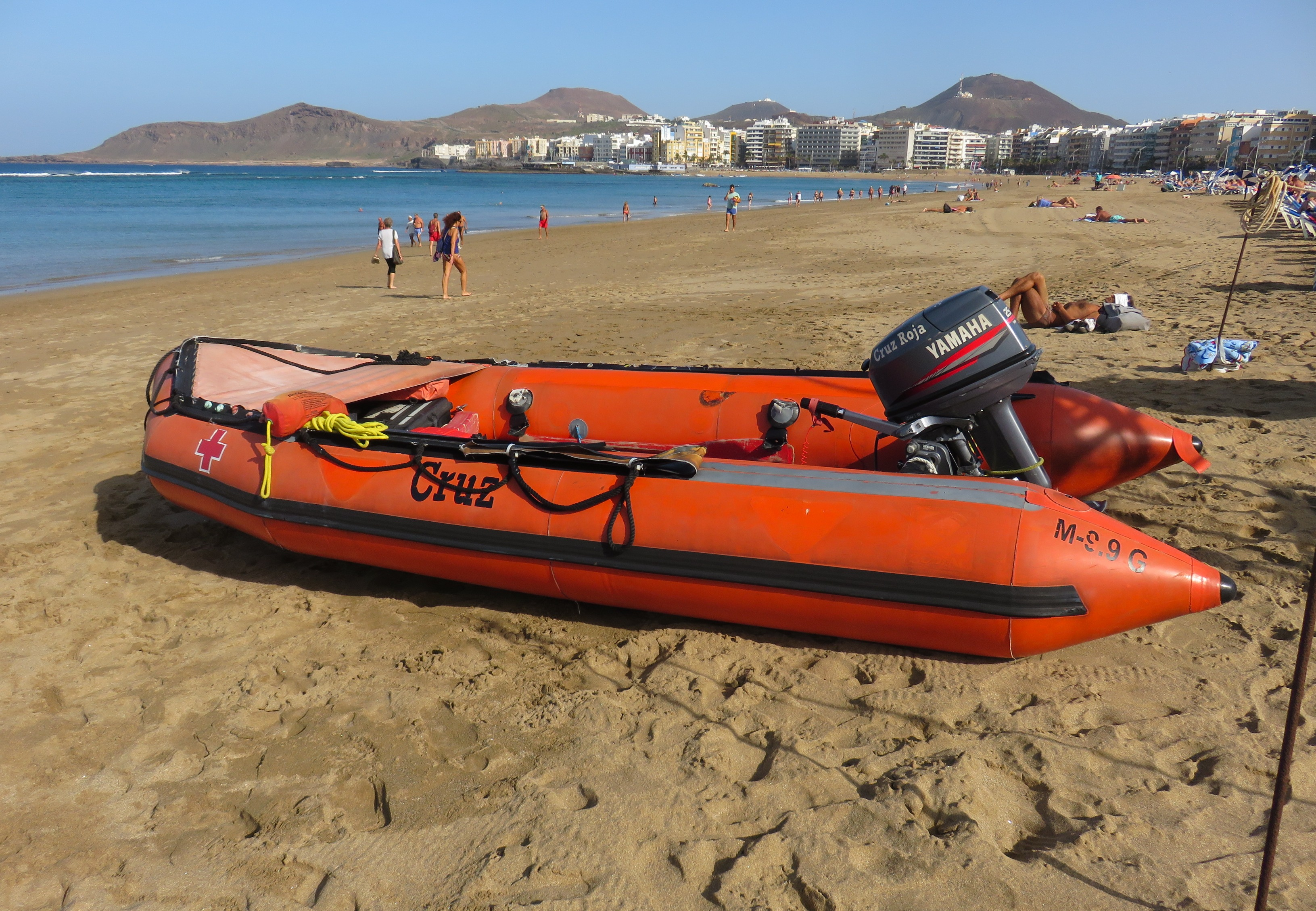
Canot de la Croix-Rouge espagnole sur la plage de Las Palmas

## La Croix-Rouge espagnole dans la culture
- Las chicas de la Cruz Roja, film espagnol de Rafael J. Salvia sorti en 1962.